# Ololygon littoreus
Ololygon littoreus é uma espécie de anfíbio da família Hylidae. Endêmica do Brasil, onde pode ser encontrada na região costeira entre os município de Maricá e Cabo Frio, no estado do Rio de Janeiro.